# Lijst van voetbalinterlands Argentinië - Servië en Montenegro
Deze lijst van voetbalinterlands is een overzicht van alle officièle voetbalwedstrijden tussen de nationale teams van Argentinië en Servië en Montenegro. De landen speelden in totaal een keer tegen elkaar. Dat was een groepswedstrijd tijdens het Wereldkampioenschap voetbal 2006 op 16 juni 2006 in Gelsenkirchen (Duitsland).

## Wedstrijden
| № | Plaats        | Datum        | Competitie | Wedstrijd                         | Uitslag |
| - | ------------- | ------------ | ---------- | --------------------------------- | ------- |
| 1 | Gelsenkirchen | 16 juni 2006 | WK 2006    | Argentinië – Servië en Montenegro | 6 – 0   |

## Samenvatting
| Competitie   | Totaal gespeeld | Winst Argentinië | Gelijk | Winst Servië en M. | Doelsaldo Argentinië – Servië en M. |
| ------------ | --------------- | ---------------- | ------ | ------------------ | ----------------------------------- |
| WK-eindronde | 1               | 1                | 0      | 0                  | 6 − 0                               |
| Totaal       | 1               | 1                | 0      | 0                  | 6 − 0                               |

Wedstrijden bepaald door strafschoppen worden, in lijn met de FIFA, als een gelijkspel gerekend.

## Details

### Eerste ontmoeting
| WK 2006 (Gelsenkirchen, Duitsland, 16 juni 2006): |                 | |
| Argentinië | 6 – 0           | Servië en Montenegro |
| Maxi Rodríguez (Javier Saviola) 6' Esteban Cambiasso (Hernán Crespo) 30' Maxi Rodríguez (Javier Saviola) 41' Hernán Crespo (Lionel Messi) 78' Carlos Tévez 85' Lionel Messi 88'             | goals (assists) | |
| José Pékerman | bondscoach      | Ilija Petković |
| Roberto Abbondanzieri Roberto Ayala Juan Pablo Sorín Gabriel Heinze Javier Saviola 58' Javier Mascherano Hernán Crespo Juan Riquelme Maxi Rodríguez 75' Nicolás Burdisso Lucho González 17' | opstellingen    | Dragoslav Jevrić Igor Duljaj Goran Gavrančić 50' Ognjen Koroman Mateja Kežman 70' Savo Milošević Dejan Stanković Predrag Djordjević Milan Dudić 46' Albert Nadj Mladen Krstajić |
| Esteban Cambiasso 17' Carlos Tévez 58' Lionel Messi 75' | wissels         | 46' Ivan Ergić 50' Danijel Ljuboja 70' Zvonimir Vukic |
| Hernan Crespo 36' | gele kaarten    | 7' Ognjen Koroman 27' Albert Nadj 42' Mladen Krstajic |
| | rode kaarten    | 65' Mateja Kežman |